# 알파 입자

알파선은 헬륨 원자핵으로 구성되어 있으므로 종이 한 장으로 쉽게 막을 수 있다. 베타선은 전자로 구성되어 있으므로 알루미늄 판으로 막을 수 있다. 고에너지 광자로 구성된 감마선은 조밀한 물질(물이나 철근 콘크리트)을 통과하며 점차 흡수된다.

알파 입자(영어: alpha particle) 혹은 알파선(영어: alpha ray)은 높은 이온화 특성을 지니는 입자 복사의 하나이다. 그리스 문자의 첫 번째 문자인 α에서 이름을 가져왔다. 투과성은 낮다. 두 개의 양성자와 두 개의 중성자로 구성되어 있다. 즉 헬륨 원자핵과 동일한 구성을 지니며, 이러한 이유로 He2+로 쓰이기도 한다.

## 특징
알파 입자는 우라늄이나 라듐과 같은 방사성 물질이 알파 붕괴를 하는 도중에 방출된다. 이 과정에서 때로는 원래의 원자핵이 들뜬 상태에 놓이기도 하며, 남는 에너지는 감마선 방출을 통해서 방출되기도 한다. 베타 붕괴와 달리, 알파 붕괴는 강한 상호작용에 의해 이루어진다.
알파 입자가 방출될 때, 원소의 원자 질량은 거의 4 amu가 줄어든다. 이는 4개의 핵자를 잃기 때문이다. 원자는 2개의 양성자 손실로 인해 원자번호가 2 감소하며, 새로운 원소가 된다. 예를 들어, 라듐은 알파 붕괴를 통해 라돈이 된다.
알파 입자는 전하와 무거운 질량 때문에, 쉽게 물질에 흡수되며, 공기 중에서는 몇 센티미터 밖에 나아가지 못한다. 휴지 한장에도 흡수되며, 사람의 외피층(약 40 마이크로미터, 몇 개 가량의 세포 두께)에도 흡수된다. 이러한 이유로 먹거나 흡입하지 않는다면 일반적으로는 위험하지 않다. 하지만, 무거운 질량 및 강한 흡수성 때문에, 일단 체내에 진입하게 된다면, 가장 위험한 전리 복사이기도 하다. 가장 강하게 이온화 하며, 어느 정도의 양에 노출된다면 여러 가지 피폭 증세를 보이기도 한다. 알파 입자에 의한 염색체의 피해는 동일한 양의 다른 종류의 방사선에 의한 피해에 비해 100배 이상 크다. 알파 입자의 원천인 폴로늄-210은 흡연에 의한 폐암 및 방광암의 원인중의 하나가 아닐까 생각된다.
대부분의 연기 감지기는 알파 입자 원천인 아메리슘-241을 조금 가지고 있다. 이 동위원소는 먹거나 하면 극도로 위험하지만, 봉인되어 있다면 위험은 거의 없다. 많은 지역에서 오래된 연기 감지기의 경우 일반적인 폐기 대신 수거를 해 가고 있다.
알파 입자는 자연적으로 발생하기도 하지만, 핵반응에 이용될 수도 있을 정도로 높은 에너지를 가지고 있기 때문에, 이에 관한 연구는 핵물리학의 아주 초창기를 이끌어 왔다. 물리학자인 어니스트 러더퍼드는 알파 입자를 이용하여 조지프 존 톰슨의 이른바 "자두푸딩" 형태라던 원자 모형(양전하와 음전하가 골고루 분포하여 원자가 중성을 유지한다는 모형)이 틀렸다는 것을 증명하였다. 그는 알파 입자에 부딪히면 빛이나는 스크린에 얇은 금박을 가로막아 두었다. "자두푸딩" 모형이 맞다는 가정하에, 알파 입자는 금박의 퍼져있는 양전하와 반응해서 약간 휘어져야만 할 것이다. 하지만 일부 알파 입자는 예상보다 매우 큰 각도로 휘었으며, 일부는 되튕기기까지도 했던 것이다. 비록 대다수의 알파 입자가 예상대로 직진하기는 했지만, 러더퍼드는 되튕기기까지 한 알파 입자를 보며, "대포를 종이에 대고 쏘았더니 되돌아온 꼴"이라고 하기도 했다. 곧 원자의 양전하는 중심의 매우 조그만 영역에 집중되어 있어서, 알파 입자와 같은 양전하를 되튕길 정도라고 결론지었다. 이 영역은 이후 원자핵이라고 정의되었다. 그 당시는 알파 입자 스스로도 원자핵이라는 것이나 양성자 및 중성자의 존재 여부조차 알려지지 않았었다. 러더퍼드의 실험으로 말미암아 보어의 원자 모형이 탄생하였다.

## 알파 붕괴
가장 잘 알려진 알파입자들은 무거운 원자 (원자량이 106보다 큰 원소)들이 알파붕괴 하면서 방출한 것들이다. 원자가 알파붕괴를 하면서 알파입자를 방출할 때, 핵자 4개가 빠져나감에 따라 그 원자의 질량수는 4만큼 감소한다. 이 원자의 원자번호는 양성자 2개를 방출함에 따라 2만큼 떨어지고, 새로운 원소가 된다. 이러한 핵변환의 예로는 알파 붕괴에 의해 우라늄이 토륨이 되는 것 또는, 라듐이 라돈 가스가 되는 것 등이 있다.
알파 입자들은 보통 초우라늄 원소들로 알려진 우라늄, 토륨, 악티늄, 라듐 등의 큰 방사성 원자핵들로부터 방출된다. 다른 종류의 붕괴와는 달리, 알파붕괴의 과정에는 알파붕괴를 할 수 있는 최소 크기의 원자핵을 반드시 가지고 있어야한다. 현재까지 발견된 알파붕괴를 할 수 있는 가장 작은 원자핵은 가장 가벼운 텔루륨(원자번호 52번) 핵종이다. 알파선을 방출하는 몇몇 과정에서는 감마선을 방출하면서 원자핵을 들뜬 상태로 만드는 경우도 있다.

### 알파 붕괴의 과정
베타 붕괴와는 달리, 알파붕괴의 기본적인 상호반응은 전자기력과 핵력의 균형이다. 알파붕괴는 양쪽 모두 양전하를 띠고 있는 알파입자와 나머지 원자핵 사이의 전자기적 반발을 핵력이 억누르고 있는 것의 결과이다. 고전물리학에서, 알파입자들은 원자핵 내의 강한 힘으로부터 만들어진 퍼텐셜우물(potential well)로부터 탈출할 충분한 에너지를 가지고 있지 않다. 그러나, 양자터널현상(quantum tunnelling)은 알파입자들이 핵력을 이길 만큼의 에너지가 없음에도 탈출할 수 있도록 한다.

## 3체 핵분열
특별히 에너지가 많은 알파입자들은 매우 드문(100번 중 1번꼴) 3체 핵분열의 핵분열 과정에서 생성된다. 이 과정에서, 에너지가 많은 3개의 입자들이 정상적인 두 개의 입자대신 생산된다. 이러한 알파입자들은 16MeV의 에너지를 가진 “장거리 알파입자”이기 때문에, 현재까지의 알파입자들보다 훨씬 높은 에너지를 가지고 있다. 3체 핵분열은 중성자 유도 핵분열(원자로에서 일어나는 핵반응)에서 일어나기도 하고, 또한 핵분열하기 쉬운 악티늄 족 핵종들(핵분열이 가능한 무거운 원자들)이 방사성 붕괴의 형태로 자연적인 핵분열을 할 때 일어나기도 한다. 이와 같은 무거운 원자핵에서의 유도된 핵분열과 자연적인 핵분열은 둘 다 알파붕괴에서보다 더 장거리이고, 높은 에너지를 가지고 있다.

## 입자 가속기
에너지가 많은 헬륨 원자핵들은 사이클로트론, 싱크로트론 등의 입자가속기들에 의해 생산되지만, 일반적으로 “알파입자”라고 부르지는 않는다.

## 태양 핵반응
헬륨 원자핵은 별에서의 핵반응에도 관여하는데, 이러한 반응을 알파반응이라고 부른다.
(ex) triple alpha process-삼중 알파과정)

## 우주선
높은 에너지를 가진 헬륨 원자핵은 때때로 우주선의 10-12%를 이루면서 알파입자라고 불린다.

## 에너지와 흡수
알파붕괴에서 방출되는 알파입자의 에너지는 방출과정에서의 반감기에 의존한다. 알파입자들이 방출하는 에너지는 다양하다. 큰 원자핵에서 방출되는 알파입자들의 에너지는 크지만, 대부분의 알파입자들은 3-7MeV의 에너지를 가진다.
각각의 입자들에게 이 에너지는 상당한 양이지만, 그들은 큰 질량을 가지고 있어서 다른 종류의 입자들(베타입자, 중성자 등)보다 느린 속도(5MeV의 에너지를 가진 입자의 속도는 약 15000km/s, 빛의 속도의 5% 정도이다.)를 가진다. 또한, 알파입자들은 다른 물질들로 쉽게 흡수되고, 그들은 공기 중에서 단 몇cm 정도만 움직일 수 있다. 알파입자들은 얇은 종이나 피부 바깥층에도 흡수된다.

## 생물학적 영향
알파입자들을 섭취하거나 들이마시면 우리의 생명에 엄청난 위험을 줄 수 있다. 큰 질량과 강한 흡수력 때문에 알파입자를 방출하는 방사성 핵종이 우리 몸에 들어간다면, 가장 파괴적인 전리 방사선의 형태로 알파붕괴가 일어날 것이다. 이것은 가장 강한 이온화이고, 많은 양이라면 유독한 증상들을 야기시킨다. 알파방출은 염색체에도 피해를 주는데, 이때 같은 양의 베타방출이나 감마방출에 비해 10-1000배 더 강력하다. 폴로늄은 강력한 알파입자를 방출하는 물질(1mg의 폴로늄은 초당 4.215g 정도의 알파입자를 방출한다)인데, 이것은 파이프담배로 인해 발생하는 폐암, 방광암 등의 질병에 영향을 미치는 것으로 생각되고 있다.

## 이용
대부분의 화재경보기는 알파방출 물질인 아메리슘을 소량 포함하고 있다. 알파입자들은 작은 틈으로 공기를 이온화시키고, 소량의 전류가 그 이온화된 공기를 통과한다. 화재가 일어나고, 연기입자가 그 공기를 지나가면 전류의 흐름을 감소시키고, 이를 통해 알람을 울리게 된다. 이 동위원소는 섭취하면 매우 위험하지만, 밀봉되어서 보관된다면 위험하지 않다.
알파붕괴는 우주탐사 로켓과 인공 심장박동 조율기 등에 사용되는 방사성 동위원소 열전 발전기에게 안전한 전원을 공급해준다. 알파붕괴는 다른 종류의 방사성붕괴보다 쉽게 차단시킬 수 있다. 플루토늄의 알파입자 방출을 차단하는데 2.5mm의 납정도면 된다.
정전기 제거장치는 보통 공기를 이온화하기 위하여 알파입자를 방출하는 폴로늄을 사용한다. 이를 통해 정전기로 인해 달라붙는 현상을 더 빠르게 제거할 수 있게 되었다.
연구자들은 최근 몸 속에 알파입자를 방출하는 방사성 핵종을 소량 종양주위에 주입하는 것을 시도하고 있다. 알파입자들이 종양에 손상을 입히고, 그들의 낮은 투과율이 건강한 조직에 손상을 입히는 것을 방지하면서 종양의 성장을 방해한다. 이러한 암 치료방법을 unsealed source radiotherapy 라고 한다.

## 같이 보기
- 방사능
- 베타 입자
- 감마선
- 델타선
- 엡실론선
- 우주선
- 핵물리학
- 방사성 동위원소
- 방사성 감쇠